# Katie Kelly
Pour les articles homonymes, voir Kelly.
Kathleen Margaret (Katie) Kelly  née le 6 février 1975 à Casino en Nouvelle-Galles du Sud est une triathlète handisport australienne, double championne du monde de paratriathlon TP5/PTVI (2015 et 2017) et championne paralympique PT5 en 2016.

## Biographie

### Jeunesse et vie personnelle
Katie Kelly nait et grandit à  Casino en Nouvelle-Galles du Sud. Elle fait partie d'une fratrie de cinq frères et sœurs, tous sportifs. À l'âge de cinq ans, elle est diagnostiquée avec une mauvaise audition et doit porter des prothèses auditives. À l'âge de 20 ans, il lui est diagnostiqué un syndrome d'Usher. La perte de vision progressive entraine la confiscation de son permis de conduire. En janvier 2015, elle a été déclarée légalement aveugle par un ophtalmologiste.
Elle fait des études à St-Ursula's College, elle obtient par la suite un baccalauréat en gestion sportive de l'université Griffith. En 2009, elle obtient sa maîtrise à l'université de technologie de Sydney.
Katie Kelly travaille dans l'industrie du sport en relation avec la ligue nationale de rugby. Elle travaille également comme correspondante de l'équipe nationale de cricket et couvre des événements internationaux. En 2017, elle crée la Sport Access Foundation  pour permettre à enfants handicapés d'accéder à des installations sportives et récréatives.

### Carrière sportive
Katie Kelly est activement impliquée dans le sport, en particulier les courses longues distances et les événements Ironman, elle participe au marathon de New York. Après avoir été diagnostiqué et reconnue légalement aveugle en janvier 2015, elle contacte le Comité paralympique australien pour solliciter son admissibilité dans le paratriathlon. En février 2015, est classée comme un paratriathlète ayant une déficience visuelle (PT5).
Le 13 mars 2015, elle se classe première aux mondiaux de paratriathlon organisés par l'ITU qui se tiennent à Sunshine Coast, dans le Queensland avec son guide, Laura Cook. Elle termine une compétition sur distance sprint de 750 m de natation, 20 km de vélo et 5 km de course à pied pour battre sa rivale japonaise, Atsuko Yamada, avec un temps de 1 h 15 min 26 s Deux semaines plus tard, elle termine première au championnat national à Redcliffe, le 29 mars 2015, avec un temps de 1 h 16 min 59 s. Ces titres lui permettent de se classer 13e mondiale en 2015.
En mai 2015, elle remporte le championnat du monde dans sa catégorie. La triathlète Michellie Jones, devient son nouveau guide de course dans la perspective des Jeux paralympiques d'été de 2016. Avec Michellie Jones, elle remporte l'étape des World Paratriathlon Event qui se tient tenu à Yokohama, au Japon, le 16 mai 2015.
L'objectif principal de Katie Kelly est de faire partie l'équipe australienne de paratriathlon les Jeux paralympiques. Pour la première apparition du paratriathlon aux Jeux paralympiques, Kelly et Jones remportent la médaille d'or lors de l'épreuve féminine dans la catégorie PT5. Cette médaille d'or est la première médaille d'Australie en paratriathlon aux Jeux paralympiques d'été.

### Distinctions
- 2017 - Ordre d'Australie en 2017[9].
- 2017 - Performance féminine de l'année avec Michellie Jones de la fédération australienne de triathlon (Triathlon Australia)[10].

## Palmarès triathlon

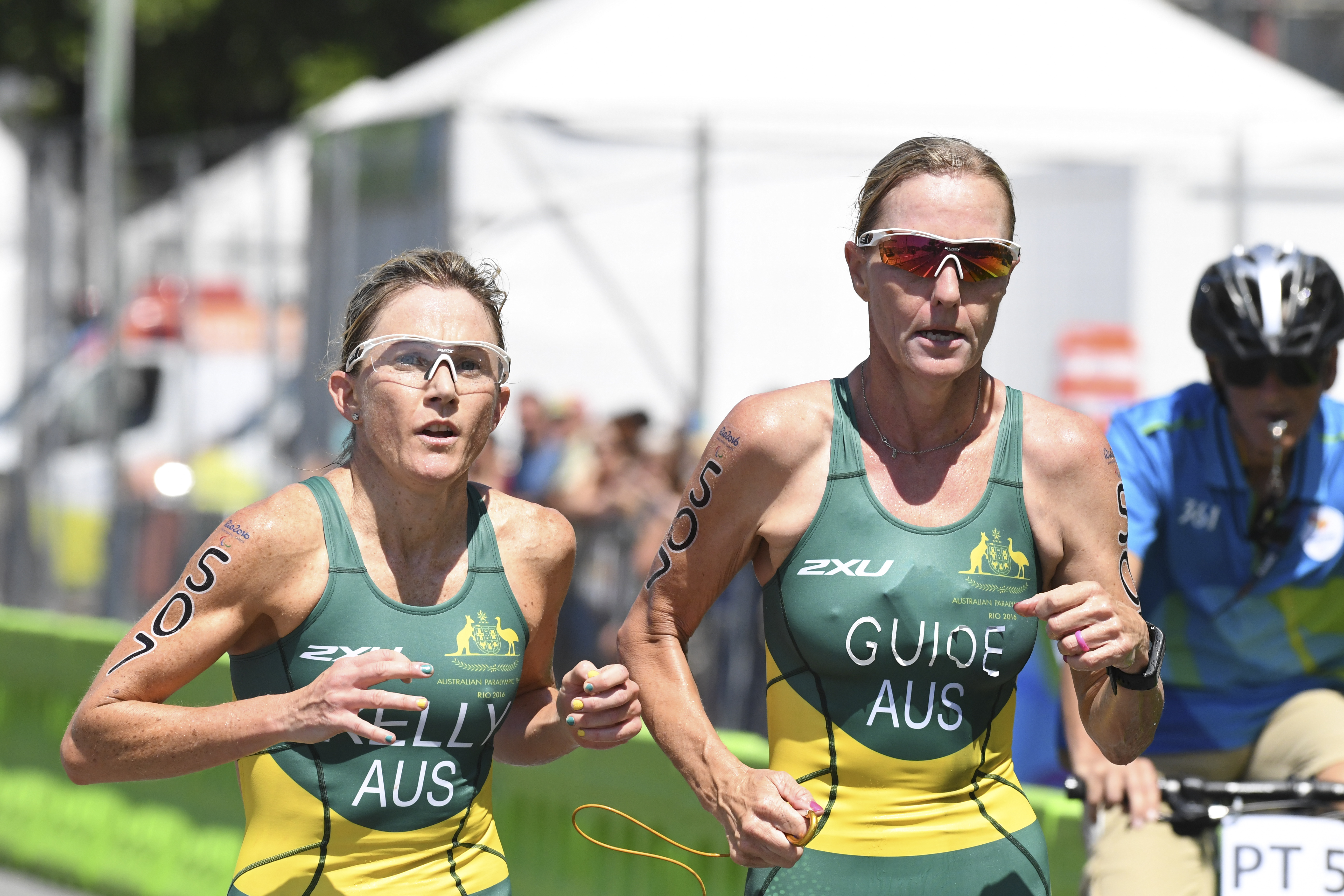
Kate Kelly et sa guide multimédaillé Michellie Jones.

Le tableau présente les résultats les plus significatifs (podium) obtenus sur le circuit international de paratriathlon depuis 2015,.
| Année | Paratriathlon                                | Pays       | Position      | Temps           |
| ----- | -------------------------------------------- | ---------- | ------------- | --------------- |
| 2017  | Championnats du monde de paratriathlon PTVI  | Pays-Bas   | Médaille d'or | 1 h 13 min 48 s |
| 2017  | Championnats d'Océanie de paratriathlon PTVI | Australie  | Médaille d'or | 1 h 21 min 21 s |
| 2016  | Jeux paralympiques de Rio PT5                | Brésil     | Médaille d'or | 1 h 12 min 18 s |
| 2016  | Championnats d'Océanie de paratriathlon PT5  | Australie  | Médaille d'or | 1 h 11 min 19 s |
| 2015  | ITU Series PT5 - Étape de Yokohama           | Japon      | Médaille d'or | 1 h 8 min 29 s  |
| 2015  | ITU Series PT5 - Étape d'Iseo                | Italie     | Médaille d'or | 1 h 17 min 33 s |
| 2015  | ITU Series PT5 - Étape de Sunshine Coast     | Australie  | Médaille d'or | 1 h 15 min 26 s |
| 2015  | Championnats du monde de paratriathlon PT5   | États-Unis | Médaille d'or | 1 h 8 min 51 s  |